# Orlen Arena
Orlen Arena est une salle omnisports située à Płock, dans la voïvodie de Mazovie, en Pologne.

## Événements
- Concert de Jean Michel Jarre, 13 novembre 2010

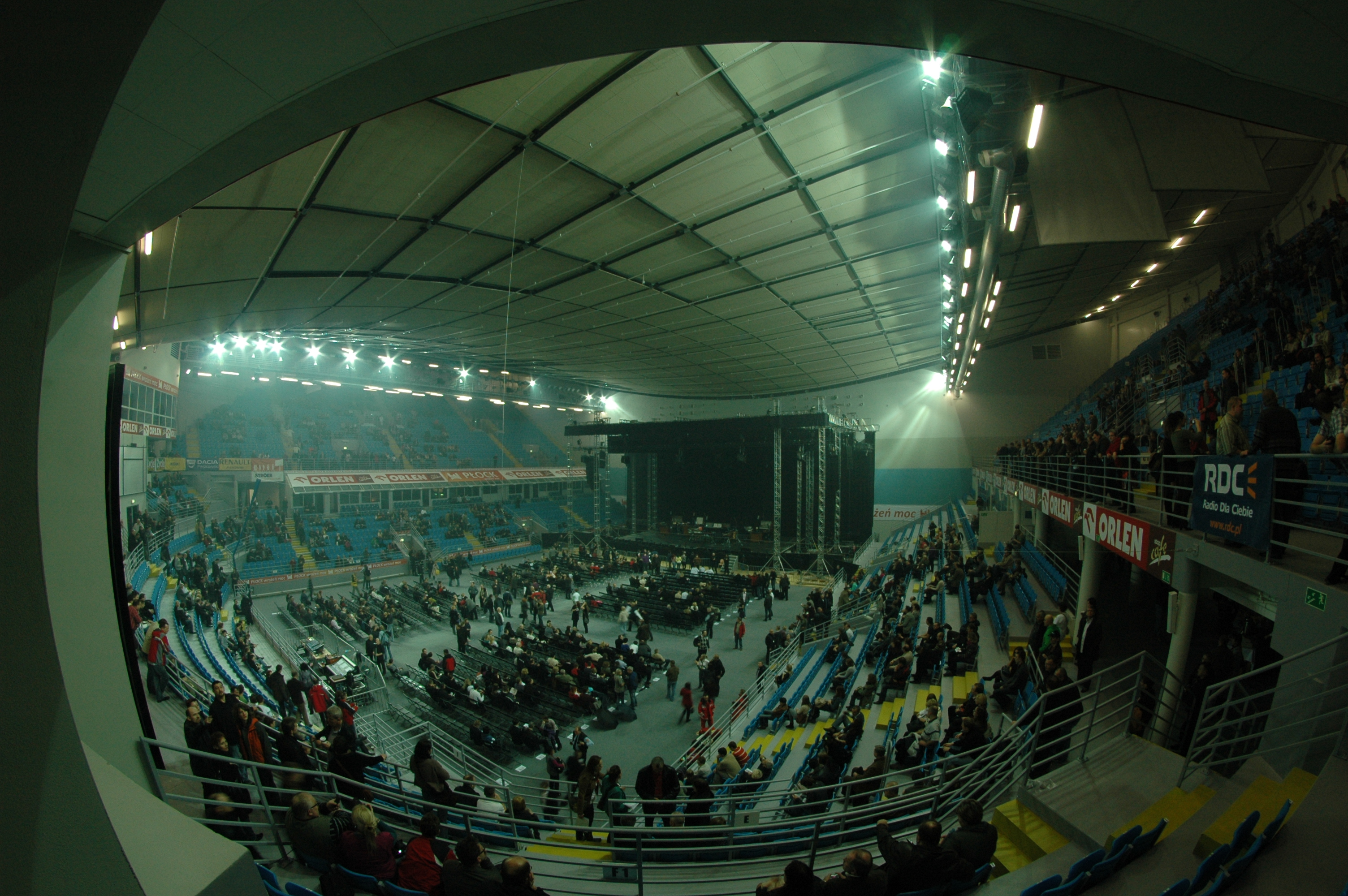
L'Orlen Arena lors du concert d'inauguration de Jean-Michel Jarre